# Bernardo Álvarez Afonso
Bernardo Álvarez Afonso (Breña Alta, La Palma, 29 de juliol de 1949), és un bisbe catòlic espanyol, destinat des de setembre de 2005 fins a setembre de 2024 com a bisbe de la Diòcesi de Sant Cristóbal de La Laguna (també anomenada Diòcesi Nivariense o Diòcesi de Tenerife). Álvarez és el segon bisbe canari a regir la Diòcesi Nivariense després de Monsenyor Don Domingo Pérez Cáceres (nascut a Tenerife).
Després de començar la carrera d'arquitecte tècnic, abandona els estudis per a ingressar al seminari de Tenerife on va cursar els estudis eclesiàstics (1969 - 1976). Es va ordenar sacerdot el mateix any que va concloure la seva formació, llicenciant posteriorment en Teologia Dogmàtica a la Pontifícia Universitat Gregoriana de Roma.
Va estar destinat com a rector en diferents poblacions de Tenerife i La Palma, ocupant també diferents llocs en els serveis diocesans. Després de servir com a vicari de la diòcesi de Tenerife, va ser nomenat bisbe de la mateixa per Benet XVI després de la renúncia del seu anterior titular, Felipe Fernández García, per motius de salut.
El 4 de setembre de 2005 a l'església de Nostra Senyora de la Concepció de La Laguna (seu provisional en aquest moment de la Catedral de La Laguna) és consagrat bisbe de mans del nunci monsenyor Manuel Monteiro de Castro i els bisbes emèrits de Tenerife Damián Iguacén Borau i Felipe Fernández García, així com altres bisbes assistents, i acreditat pel papa Benet XVI, convertint-se així en el bisbe nombre 12è de la diòcesi de Tenerife. En aquesta mateixa data pren possessió canònica de la diòcesi Nivariense.
En 2014, va poder reobrir la Catedral de La Laguna, després de dotze anys tancada per una gran restauració.
Aquest mateix any 2014 va tenir lloc la canonització del beat José de Anchieta pel Papa Francesc. El 24 d'abril es va celebrar a Roma la missa d'acció de gràcies per la canonització presidida pel Papa i a la qual va acudir el bisbe Bernardo Álvarez acompanyat d'una representació canària. José de Anchieta nascut a Tenerife i missioner al Brasil, es va convertir en el segon canari a ser canonitzat per l'Església catòlica, després de Pedro Betancur en 2002.
El 21 de desembre de 2019, Álvarez va obrir la Porta Santa de la Catedral de Sant Cristóbal de La Laguna amb motiu de l'Any Jubilar pel 200 aniversari de la fundació de la diòcesi.
El 16 de setembre del 2024 el Papa Francesc va acceptar la seva renúncia per edat.